# 佐藤多佳子
佐藤 多佳子（1962年11月16日—）是日本的小說家，東京都出身，青山学院大学文学系史学科畢業。佐藤多佳子是綜覽兒童文学·童話到一般小說的小說家。

## 經歷
- 1989年，以〈夏日時光〉獲得第10回《MOE月刊》童話大獎，初試啼聲。
- 1998年，以《說、說、說》入圍第19回吉川英治文学新人賞、第11回山本周五郎賞。以《俏女孩Handsome Girl》獲得第41回產經兒童出版文化獎·日本放送獎。
- 1999年，以《蜥蜴的麻煩日子》獲得第38回日本兒童文學者協會獎、第21回路邊的石頭文學獎。
- 2003年，以《黃眼睛的魚》入圍第16回山本周五郎賞。
- 2007年，以《轉瞬為風》入圍第136回直木三十五賞，榮獲第28回吉川英治文学新人獎、第4回書店大獎第一名。（页面存档备份，存于）
- 2010年，以《聖夜》榮獲第60回小學館兒童出版文化獎。

## 著書
- 夏日時光　四季的鋼琴家們（上）
  - 夏日時光
  - 五月的路標
    - 1990年7月，MOE出版，ISBN 9784895941310
    - 1993年5月，偕成社系列，ISBN 9784037440305
- 九月的雨　四季的鋼琴家們（下）
  - 九月的雨
  - 白色鋼琴White Piano
    - 1990年10月，MOE出版，ISBN 9784895941327
    - 1993年5月，偕成社，ISBN 9784037440404
- 夏日時光（2003年9月1日，新潮文庫，ISBN 9784101237329）
  - 《四季的鋼琴家們》上下集合輯文庫化
- 要不要再來一份？（1991年3月20日，講談社，ISBN 9784061978195）
- 檸檬年度（1991年6月20日，國土社，ISBN 9784337030060）
- 高興的背後（1992年4月，理論社，ISBN 9784652072141）
  - 洋蔥貓
  - 幸運節奏
  - 貓酷搬家
- 俏女孩Handsome Girl
  - 1993年2月，理論社，ISBN 9784652004807
  - 1998年7月，Four文庫，ISBN 9784652074329
- 慢動作Slow motion
  - 1993年4月，偕成社，ISBN 9784037440503
  - 2006年6月9日，Pureful文庫，ISBN 9784861763021
- 黃眼睛的魚（1993年3月，全國學校圖書館協會，ISBN 9784793381133）
  - 是集合文章的出版作品，只收錄短篇〈黃眼睛的魚〉
- 說、說、說
  - 1997年8月30日，新潮社，ISBN 9784104190010
  - 2000年6月1日，新潮文庫，ISBN 9784101237312
- 蜥蜴的麻煩日子
  - 1997年10月，偕成社，ISBN 9784036101108
  - 2000年11月25日，中公文庫，ISBN 9784122037472
- 天神賜予的手指
  - 2000年9月20日，新潮社，ISBN 9784104190027
  - 2004年9月1日、新潮文庫、ISBN 9784101237336
- 黃眼睛的魚
  - 蘋果臉（《小說新潮》2000年12月號）
  - 黃眼睛的魚
  - 空浴缸（《小說新潮》2001年4月號）
  - 副主人Sub Keeper（《小說新潮》2001年6月號）
  - 他的動機（《小說新潮》2002年1月號）
  - 戀父情結Father Complex（《小說新潮》2002年3月號）
  - 奧塞羅遊戲Othello Game（《小說新潮》2002年6月號）
  - 七里濱
    - 2002年10月30日，新潮社，ISBN 9784104190034
    - 2005年11月1日，新潮文庫，ISBN 9784101237343
- 轉瞬為風　第1部　就定位。（2006年8月25日，講談社，ISBN 9784062135627）
- 轉瞬為風　第2部　預備。（2006年9月21日，講談社，ISBN 9784062136051）
- 轉瞬為風　第3部　跑！（2006年10月24日，講談社，ISBN 9784062136815）
- 轉瞬為風　3冊合輯（2007年4月，講談社，ISBN 9784069370847）
- 始於盛夏終於盛夏（2008年7月，集英社，ISBN 9784087813906）
- 第二音樂室―School and Music（2010年11月，文藝春秋，ISBN 9784163294902）
- 聖夜―School and Music（2010年12月，文藝春秋，ISBN 9784163297903）

## 外部連結
- （日語）佐藤多佳子的連絡板（页面存档备份，存于）
- （日語）2007年書店大獎發表會